# Bernaville
Bernaville (picardisch: Bérnaville) ist eine nordfranzösische Gemeinde mit 1047 Einwohnern (Stand 1. Januar 2022) im Département Somme in der Region Hauts-de-France. Die Gemeinde liegt im Arrondissement Amiens, ist Teil der Communauté de communes du Territoire Nord Picardie und gehört zum Kanton Doullens.

## Geographie
Bernaville liegt rund 26 Kilometer östlich von Abbeville und 15 Kilometer westlich von Doullens.

## Geschichte
Der Ort soll um das Jahr 1174 von Bernard, dem Herren von Saint-Valéry, als festes Haus gegründet worden sein und von ihm seinen Namen ableiten. 1160 gab der Bischof von Amiens den Auftrag zur Errichtung einer Kirche, die 1886 durch einen Neubau ersetzt wurde. 1247 erbte Graf Jean de Dreux die Herrschaft; er erließ eine Gemeindeordnung, die 1397 von König Karl VI. bestätigt wurde. 1514 bewilligte Ludwig XII. vier Jahrmärkte.
1874 wurde eine Fabrik für Perlmuttknöpfe eingerichtet, die noch besteht, jetzt aber anderes Material verarbeitet.
Beim deutschen Rückzug wurden im August 1944 sechs Bewohner erschossen (zwei Gedenktafeln).
Zum 1. Januar 1985 hat sich die frühere Gemeinde Vacquerie mit Bernaville zusammengeschlossen.

## Einwohner
| 1962 | 1968 | 1975 | 1982 | 1990 | 1999 | 2006 | 2011 |
| ---- | ---- | ---- | ---- | ---- | ---- | ---- | ---- |
| 799  | 794  | 880  | 853  | 910  | 996  | 981  | 1105 |

## Verwaltung
Bürgermeister (maire) ist seit 2001 Laurent Somon.

## Sehenswürdigkeiten
- Kirche Sainte-Trinité
- Kirche Notre-Dame-de-la-Nativité in Vacquerie
- „Gallisches“ Kreuz, ein Steinkreuz auf einer Säule
- Kapelle von Cottenvillers im Westen mit einem Tumulus, möglicherweise aus keltischer Zeit, in der Nähe

## Persönlichkeiten
- Geneviève Joy (1919 bis 2009), Pianistin, hier geboren.
- Jean Crépin (1908 bis 1996), Général d’armée, Träger des Großkreuzes der Ehrenlegion, hier geboren.